# 900-as busz (Miskolc)
A miskolci 900-as jelzésű autóbuszvonal a Szondi György utcától a selyemréti, a belvárosi, a népkerti, a Csabai kapui, az avasi, az egyetemvárosi, és a hejőcsabai városrészeket összekapcsoló éjszakai helyi vonal, amelyet a Miskolc Városi Közlekedési Zrt. üzemeltet.

## Története
Az éjszakai autóbuszt 2022. december 12-én indította el az MVK Zrt. az új MÁV menetrendhez igazodva, mivel az utolsó vonat 0:33-ra érkezett a Tiszai pályaudvarra. A járat pár nappal később, december 25-én megszűnt. 1 évvel később, 2023. október 14-től újra közlekedik. A járat a Tiszai pályaudvar helyett a Szondi György utcáról (telephely) indul és utána érkezik a Tiszai pályaudvarra, majd a selyemréti megállóhelytől a korábbi útvonalán közlekedik.
A 2024-ben zajló 80-as, Budapest–Sátoraljaújhely-vasútvonalon végzett pályakarbantartási munkálatok miatt elrendelt részleges vágányzár végett többször is változott az indulási ideje a vonatpótló autóbusz érkezéséhez igazodva.

## Útvonala
A miskolci Szondi György utcáról indul. A Tiszai pályaudvarra vezető úton kezdi el útját, ott vonathoz csatlakozva, majd a selyemréti városrészen túl a Soltész Nagy Kálmán utcán a 3-as főútra hajt ki. A Búza térnél a zsolcai kapui közös megállóból belvárosi szakaszra kanyarodik, a Hősök tere és a Villanyrendőr közelében a Népkert és a Csabai kapun halad, ellentétes irányban a Volánbusz járatokkal. A Miskolctapolcai elágazásból a Tampere városrészének déli részét súrolva jut fel az Avasra, melynek Avasi kilátó végállomásáig kitér. Onnan az egykori, szentgyörgyi területre utaló négysávos úton beletorkollik a Miskolctapolcai útba, azon eljut az egyetemvárosi Csermőkei út – Miskolctapolcai út sarkán levő Egyetemi kollégiumokhoz. A 14-es buszok végállomásán, Hejőparkon keresztül érkezik Hejőcsabára, egykori cementgyárával merőlegesen tér vissza a belvárosba szintén a Csabai kapun, majd a Hősök terén és a Petőfi tér mentén. Ezesetben a Tiszai pályaudvarat nem érinti, a Szondi György utcánál érkezik célba.

## Közlekedése
Indításai naponta történnek, minden éjjel 0:40-kor. A város több-kevesebb szegletét 23 kilométeren, 50 percen át fűzi útvonalára.
| Viszonylat                                                                     | Indításszám | Közlekedési rend |
| ------------------------------------------------------------------------------ | ----------- | ---------------- |
| Szondi Gy. u. – Tiszai pu. – Avas – Egyetemi koll. – Hejőcsaba – Szondi Gy. u. | 1 db        | naponta          |

## Megállóhelyei
| 0  | Szondi György utca végállomás (101B felszállóhely) | 0.0 km  | 0  | 1, 1G, 3A, 7, 8, 12G, 14G, 20, 21, 21G, 30, 31, 32, 34G, 35, 35G, 101B, 901, 935, Auchan 1 3706, 3710, 3712, 3715, 3716, 3717, 3718, 3719, 3720, 3721, 3722, 3723, 3724, 3726, 3727, 3728, 3729, 3730, 3731, 3733, 3734, 3735, 3736, 3737 |
| 1  | Tiszai pályaudvar (1 felszállóhely)                | 1.1 km  | 2  | 1, 1G, 1VP, 3, 3A, 8, 12G, 21, 30, 31, 101B, 901, 935 1383 3706, 3726, 3732, 3738, 3752, 3753, 3755, 3764 IC, személyvonat – Miskolc-Tiszai [80/90/92/94.] 1, 1A, 2 |
| 2  | Selyemrét                                          | 1.8 km  | 4  | 1, 1G, 1VP, 3, 7, 12G, 14G, 20, 21, 21G, 30, 31, 32, 34G, 35, 35G, 901, 935, Auchan 1 3706, 3724, 3726, 3732, 3738, 3752 1, 1A, 2 |
| 3  | Bajcsy-Zsilinszky út                               | 2.4 km  | 5  | 1, 1G, 1VP, 3, 4, 7, 12G, 20, 32, 34G, 35, 101B, 935 3706, 3724, 3726, 3732, 3738, 3752 1, 1A, 2 |
| 4  | Búza tér / Zsolcai kapu                            | 2.9 km  | 7  | 1, 1G, 3, 3A, 4, 7, 11, 12G, 20, 20A, 24, 28, 32, 34G, 35, 43, 44, 45, 101B, 914, 935 1050, 1053, 1369, 1370, 1372, 1373, 1374, 1375, 1376, 1377, 1380, 1381, 1383, 1384, 1410, 1411 3700, 3701, 3702, 3703, 3704, 3705, 3706, 3707, 3708, 3709, 3710, 3711, 3712, 3714, 3715, 3716, 3717, 3718, 3719, 3720, 3721, 3722, 3723, 3724, 3726, 3727, 3728, 3729, 3730, 3731, 3732, 3733, 3734, 3735, 3736, 3737, 3738, 3739, 3740, 3741, 3742, 3743, 3744, 3745, 3746, 3747, 3748, 3749, 3750, 3751, 3752, 3753, 3754, 3755, 3757, 3760, 3761, 3764, 3765, 3766, 3767, 3770, 3772, 3773, 3774, 3775, 3776, 3777, 4019 |
| 5  | Hősök tere                                         | 3.7 km  | 9  | 14, 14G, 28, 34, 35, 36, 43, 44, 901, 914, 935 |
| 6  | Villanyrendőr                                      | 4.0 km  | 11 | 1VP, 14, 14G, 28, 34, 35, 36, 43, 44, 901, 914, 935, Auchan 1 1, 1A, 2 |
| 7  | Népkert                                            | 4.7 km  | 12 | 12, 14, 20, 20A, 28, 34, 35, 36, 43, 44, 914, 935 |
| 8  | SZTK rendelő                                       | 5.4 km  | 13 | 12, 14, 20, 20A, 24, 30, 31, 34, 36, 43, 44, 914, 935 1369, 1370, 1377 3738, 3739, 3740, 3741, 3742, 3743, 3744, 3745, 3746, 3747, 3748, 3749, 3750, 3751, 3752, 4019 |
| 9  | Petneházy-bérházak                                 | 5.9 km  | 14 | 12, 14, 20, 20A, 24, 30, 31, 34, 36, 43, 44, 914, 935 |
| 10 | Kazinczy Ferenc Általános Iskola                   | 6.3 km  | 15 | 31, 35G |
| 11 | Szabadságharc utca                                 | 6.6 km  | 16 | 31, 35G |
| 12 | Ifjúság útja                                       | 7.5 km  | 17 | 29, 30, 31, 32, 34, 35, 35G, 36, 39, 935, Auchan 2 |
| 13 | Mednyánszky utca                                   | 7.8 km  | 18 | 29, 30, 31, 32, 34, 35, 35G, 36, 39, 935, Auchan 2 |
| 14 | Hajós Alfréd utca                                  | 8.2 km  | 19 | 29, 30, 31, 32, 34, 35, 35G, 36, 39, 935, Auchan 2 |
| 15 | Leszih Andor utca                                  | 8.6 km  | 20 | 29, 30, 31, 32, 34, 35, 35G, 36, 39, 935, Auchan 2 |
| 16 | Avas kilátó (leszállóhely)                         | 8.9 km  | 21 | 29, 30, 31, 32, 34, 35, 35G, 36, 39, 935, Auchan 2 |
| 17 | Avas kilátó (32–34 felszállóhely)                  | 9.3 km  | 22 | 29, 30, 31, 32, 34, 35, 35G, 36, 39, 935, Auchan 2 |
| 18 | Leszih Andor utca                                  | 9.6 km  | 23 | 29, 30, 31, 32, 34, 35, 35G, 36, 39, 935, Auchan 2 |
| 19 | Hajós Alfréd utca                                  | 10.1 km | 24 | 29, 30, 31, 32, 34, 35, 35G, 36, 39, 935, Auchan 2 |
| 20 | Mednyánszky utca                                   | 10.4 km | 25 | 29, 30, 31, 32, 34, 35, 35G, 36, 39, 935, Auchan 2 |
| 21 | Ifjúság útja                                       | 10.9 km | 26 | 29, 30, 31, 32, 34, 35, 35G, 36, 39, 935, Auchan 2 |
| 22 | Avas városközpont                                  | 11.1 km | 27 | 29, 30, 31, 32, 34, 35, 36, 39, 935, Auchan 2 |
| 23 | Sályi István utca                                  | 11.5 km | 28 | 29, 30, 32, 34, 36, 39, 935, Auchan 2 |
| 24 | Szentgyörgy út                                     | 11.9 km | 29 | 12, 20, 20A, 29, 30, 32, 34, 36, 39, 935, Auchan 2 |
| 25 | Csermőkei út                                       | 12.6 km | 30 | 12, 20, 20A, 29, 914, Auchan 2 |
| 26 | Egyetemi kollégiumok (belváros irányú megállóhely) | 13.5 km | 31 | 12, 20, 20A, 29, 39, 53, 914 1372 |
| 27 | Hejőpark                                           | 14.3 km | 32 | 14, 53, 914, Auchan 2 |
| 28 | Sütő János utca                                    | 15.0 km | 33 | 14, 53, 914, Auchan 2 |
| 29 | Mész utca                                          | 15.6 km | 34 | 14, 53, 914, Auchan 2 |
| 30 | Cementgyár                                         | 16.0 km | 35 | 4, 14, 43, 44, 45, 914 1377, 1381 3738, 3739, 3740, 3741, 3742, 3743, 3744, 3745, 3746, 3747, 3748, 3749, 3750, 3751, 3752, 4019 |
| 31 | Hejőcsabai gyógyszertár                            | 16.6 km | 36 | 4, 14, 43, 44, 45, 914 1377, 1381 3738, 3739, 3740, 3741, 3742, 3743, 3744, 3745, 3746, 3747, 3748, 3749, 3750, 3751, 3752, 4019 |
| 32 | Hejőcsabai városrész                               | 17.2 km | 37 | 4, 14, 43, 44, 45, 914 |
| 33 | Tapolcai elágazás                                  | 17.9 km | 38 | 4, 14, 20, 24, 30, 32, 34, 36, 43, 44, 45, 914, 935 1050, 1369, 1370, 1372, 1373, 1374, 1375, 1376, 1377, 1380, 1381, 1410, 1411 3738, 3739, 3740, 3741, 3742, 3743, 3744, 3745, 3746, 3747, 3748, 3749, 3750, 3751, 3752, 4019 |
| 34 | Petneházy-bérházak                                 | 18.3 km | 39 | 12, 14, 20, 20A, 24, 30, 31, 34, 36, 43, 44, 914, 935 |
| 35 | SZTK rendelő                                       | 18.8 km | 40 | 12, 14, 20, 20A, 24, 30, 31, 34, 36, 43, 44, 914, 935 1369, 1370, 1377 3738, 3739, 3740, 3741, 3742, 3743, 3744, 3745, 3746, 3747, 3748, 3749, 3750, 3751, 3752, 4019 |
| 36 | Népkert                                            | 19.4 km | 41 | 12, 14, 20, 20A, 28, 34, 35, 36, 43, 44, 914, 935 |
| 37 | Villanyrendőr                                      | 20.1 km | 42 | 1VP, 14, 14G, 28, 34, 35, 36, 43, 44, 901, 914, 935, Auchan 1 1, 1A, 2 |
| 38 | Hősök tere                                         | 20.4 km | 43 | 14, 14G, 28, 34, 35, 36, 43, 44, 901, 914, 935 |
| 39 | Petőfi tér                                         | 20.7 km | 44 | 1, 1G, 11, 12, 14, 14G, 20, 34, 34G, 36, 54, 101B, 901, 914, 935 1383 3755 |
| 40 | Szeles utca                                        | 20.9 km | 45 | 1, 1G, 3, 12, 12G, 14, 14G, 20, 34G, 35, 36, 54, 101B, 914, 935 |
| 41 | Búza tér / Zsolcai kapu                            | 21.3 km | 46 | 1, 1G, 3, 3A, 4, 7, 11, 12G, 20, 20A, 24, 28, 32, 34G, 35, 43, 44, 45, 101B, 914, 935 1050, 1053, 1369, 1370, 1372, 1373, 1374, 1375, 1376, 1377, 1380, 1381, 1383, 1384, 1410, 1411 3700, 3701, 3702, 3703, 3704, 3705, 3706, 3707, 3708, 3709, 3710, 3711, 3712, 3714, 3715, 3716, 3717, 3718, 3719, 3720, 3721, 3722, 3723, 3724, 3726, 3727, 3728, 3729, 3730, 3731, 3732, 3733, 3734, 3735, 3736, 3737, 3738, 3739, 3740, 3741, 3742, 3743, 3744, 3745, 3746, 3747, 3748, 3749, 3750, 3751, 3752, 3753, 3754, 3755, 3757, 3760, 3761, 3764, 3765, 3766, 3767, 3770, 3772, 3773, 3774, 3775, 3776, 3777, 4019 |
| 42 | Bajcsy-Zsilinszky út                               | 21.8 km | 47 | 1, 1G, 1VP, 3, 4, 7, 12G, 20, 32, 34G, 35, 101B, 935 3706, 3724, 3726, 3732, 3738, 3752 1, 1A, 2 |
| 43 | Selyemrét                                          | 22.5 km | 48 | 1, 1G, 1VP, 3, 7, 12G, 14G, 20, 21, 21G, 30, 31, 32, 34G, 35, 35G, 901, 935, Auchan 1 3706, 3724, 3726, 3732, 3738, 3752 1, 1A, 2 |
| 44 | Üteg utca                                          | 22.8 km | 49 | 1G, 7, 8, 12G, 14G, 20, 21, 21G, 30, 31, 32, 34G, 35, 35G, 101B, 901, 935 |
| 45 | Szondi György utca végállomás                      | 23.2 km | 50 | 1, 1G, 3A, 7, 8, 12G, 14G, 20, 21, 21G, 30, 31, 32, 34G, 35, 35G, 101B, 901, 935, Auchan 1 3706, 3710, 3712, 3715, 3716, 3717, 3718, 3719, 3720, 3721, 3722, 3723, 3724, 3726, 3727, 3728, 3729, 3730, 3731, 3733, 3734, 3735, 3736, 3737 |